# Danmarkshuset
Danmarkshuset (fransk Maison du Danemark) eller Det Danske Hus er en selvejende virksomhed med nær tilknytning til Den danske ambassade i Paris, Frankrig. Grunden er ejet af den danske stat og husets formål er at promovere dansk kulturliv og erhvervsliv. Dette gøres gennem daglig kontakt med det franske og internationale erhvervsliv, samt ved at åbne dørene til de offentlige arrangementer, udstillinger m.m. som foregår i 'Danmarkssalen'. Bygningen ligger på én af de dyreste adresser i verden: Avenue des Champs-Élysées i Paris.

## Historie
Idéen om et prominent område imellem Louvre's Tuilerihaver og Neuilly opstod under Ludvig 14., som i 1670 beordrede arkitekten Le Nôtre til at tegne en vej imellem disse to områder, der kunne signalere politisk prestige og som kunne udgøre et potentielt nyt og attraktivt boligområde. Omkring et århundrede efter blev denne vej til det, vi i dag kender som Champs-Elysées.
I det 19. århundrede eksisterede der endnu ingen bygninger på den grund, som Danmarkshuset i dag ligger på. På stedet var en mindre park. I starten af det 20. århundrede opførtes et spektakulært hotel ved navn "l'Hôtel Subiran", som bestod af en større bygning på fire etager ud mod Champs-Elysées, en indre gårdhave samt to afdelinger ud mod bagsiden af grunden, som stødte op til den parallelliggende gade, "Rue Lord Byron".
26.06.2019 kl. 22:55 forlyder det, at Danmarkshuset inklusive restauranten er i brand.

## Ideen fødes
I 1935 opstår idéen om at skabe et Danmarkshus i udlandet efter deltagelse i verdensudstillingen i Bruxelles samme år, hvor arkitekten Tyge Hvass deltager med sine danske parcelhuse.
I 1948 erhverver den danske stat grunden, inklusiv Subiran hotellet, for den i dag beskedne sum af 1.455.800 kroner.
I 1952 går nedrivning af hotellet og opførelse af Danmarkshuset i gang, og bygherre er den danske stat. Målet er at skabe et rum for promovering af dansk industri, landbrug og kultur. Det første spadestik bliver taget den 23. september 1952 til lyden af Tivoligardens fanfarer. Statsminister Erik Eriksen deltager med ledsagelse af den franske udenrigsminister, Robert Schumann. Huset bliver indviet den 23. april 1955 under overværelse af Kong Frederik 9., Dronning Ingrid, Danmarks statsminister H.C. Hansen, Frankrigs præsident René Coty, Edgar Faure, Erik Mortensen og kunstneren Robert Jacobsen.

## Under drift
Administrationen overgår fra statsministeriet til kulturministeriet i 1961. I 1972 gennemgår bygningens udstillingssal en større renovering for at følge med tiden. Salen ligger på 2. sal i bygningen og er (efter yderligere renovering i 1999) i dag stadig en multifunktionel udstillings- og konferencevenlig sal, hvor internationale virksomheder kortvarigt kan leje sig ind, når ikke Den danske Ambassade arrangerer fremstød for dansk kultur- og erhvervsliv.
I 1986 bliver administrationen igen flyttet. Denne gang overgår ansvaret til udenrigsministeriet. Dette vil i realiteten sige, at Den danske Ambassade, kun to gader væk, i praksis kom til at stå for administration af Danmarkshuset.
I 1997 bliver det, på grund af problemer med finansieringen, foreslået at sælge Danmarkshuset. Dette forslag bliver mødt med massiv modstand fra prominente aktører i både fransk og dansk erhvervsliv og politik. Forslaget bliver forkastet.
I 1998 lancerer udenrigsministeriet en plan for Danmarkshusets fremtid. Der bliver foreslået en omfattende renovering, foruden at et administrativt skifte også kommer på tale. Huset skal for fremtiden ledes på baggrund af handelsmæssige og økonomiske principper. Renoveringen af huset skal ske uden yderligere udgifter for staten. Beslutningen bliver truffet året efter, og en lidt over ét år lang renoveringsproces påbegyndes fra 2001, hvor man har byggetilladelserne på plads.
I februar 2002 bliver det nyistandsatte Danmarkshus indviet under deltagelse af Dronning Margrethe og Prins Henrik samt Paris' borgmester Bertrand Delanoë.
Danmarkshuset er fra dette tidspunkt en selvejende institution med dertilhørende bestyrelse.
Torben Nielsen blev i 2024 afløst som direktør af Helene Hanum Lanza.

## Finansiering og opgaver
Husets drift er finansieret af lejeindtægterne fra de internationale virksomheder, der har til huse i bygningen. Lejepriserne på Champs-Elysées er af en betragtelig størrelse, så sammen med indtægter fra udlejning af Danmarkssalen til diverse arrangementer og konferencer dækker lejeindtægterne udgifterne til driften af huset.
Den danske Ambassade benytter Danmarkshuset til promovering og fremstød for dansk kultur- og erhvervsliv. Dette er en del af beslutningen om delvis privatisering fra 1999. Eventkalenderen for Danmarkshuset rummer alt, lige fra Kunstudstillinger, Jazzkoncerter, fransk-danske filmarrangementer, internationale konferencer til præsentation af danske microbryggerier og politiske debatter. Alt i alt spænder arrangementerne bredt i synliggørelsen af Danmark overfor det franske – og internationale – publikum.
Danmarkshuset fungerer ikke som et dansk turistbureau, til stor skuffelse for mange turister, men poserer derimod på én af de mest eftertragtede adresser i Paris med to store dannebrogsflag vajende ud over Champs-Elysées. Dette er en speciel aftale, lavet med myndighederne i Paris, eftersom virksomheder normalt ikke får lov til at tilkendegive deres nationalitet på denne meget direkte facon.